# Selaginella eschscholzii
Selaginella eschscholzii är en mosslummerväxtart som beskrevs av Georg Hans Emmo Emo Wolfgang Hieronymus. Selaginella eschscholzii ingår i släktet mosslumrar, och familjen mosslummerväxter. Inga underarter finns listade i Catalogue of Life.